# 貞元親王
貞元親王（さだもと/ていげんしんのう）は、平安時代前期から中期にかけての皇族。清和天皇の第三皇子。号は閑院といわれている。

## 経歴
清和朝の貞観15年（873年）親王宣下される。光孝朝末の仁和3年（887年）四品・上野太守に叙任された。
醍醐朝の延喜9年（910年）11月26日薨去。
勅撰歌人として、『後撰和歌集』に和歌作品2首が採録されている。

## 伝承

### 千葉県君津市貞元の「貞元親王墓」
現在の千葉県君津市には、貞元親王が故あって上総国に下向し、当地で没したとする伝承がある。伝承地は、江戸時代には周淮郡貞元村と呼ばれており、貞元（さだもと）という町名が今に伝わっている。
1678年（延宝6年）に貞元村に建立された貞元親王墓（ていげんしんのうはか）は、1970年9月21日に君津市指定文化財に指定された。
また、貞元出身の歌人、平野峯郎が作詞した君津市立貞元小学校校歌（1963年制定）は、「清和の昔 貞元の みこがおわせし この郷に」から始まる歌詞となっている。

### 「滋野氏の祖」説
信濃国から発祥した滋野氏（およびその末裔を称する海野氏・根津氏・望月氏など）の発祥については諸説あるが、その中に清和天皇と系譜を結びつけるものがある。
『群書系図部集』では、貞元親王を滋野氏の祖と記している。なお、滋野氏の祖については貞保親王（清和天皇第四皇子）に求めるものなど諸説ある。
長野県東御市本海野の白鳥神社は、主祭神を日本武尊とするが、貞元親王・善淵王・海野広道公を滋野氏・海野氏の祖先として祭る。

## 官歴
注記のないものは『日本三代実録』による。
- 貞観15年（873年）4月21日：親王宣下
- 仁和3年（887年）1月7月：四品。2月17日：上野太守
- 延喜9年（910年）11月26日：薨去[5]

## 系譜
『尊卑分脈』による。
- 父：清和天皇
- 母：藤原仲統の女
- 妻：藤原基経の女
  - 男子：源兼忠
- 生母不詳の子女
  - 男子：源兼信
  - 女子：藤原興嗣室